# Olší (okres Brno-venkov)
Olší je obec v okrese Brno-venkov v Jihomoravském kraji. Rozkládá se v Hornosvratecké vrchovině, na okraji přírodního parku Svratecká hornatina, přibližně 13 kilometrů severozápadně od Tišnova. Součástí obce jsou čtyři místní části: Klokočí (v katastrálním území Klokočí u Olší), Litava, Olší (v k. ú. Olší u Tišnova) a Rakové. Žije zde celkem 353 obyvatel.

## Historie
První písemná zmínka o obci pochází z roku 1255.
Západně od obce Olší fungoval v letech 1959–1989 uranový Důl Rudý říjen Olší.
K 1. lednu 2005 byla obec Olší společně s dalšími 23 obcemi převedena z okresu Žďár nad Sázavou (Kraj Vysočina) do okresu Brno-venkov (Jihomoravský kraj).

## Obyvatelstvo
| Rok            | 1869 | 1880 | 1890 | 1900 | 1910 | 1921 | 1930 | 1950 | 1961 | 1970 | 1980 | 1991 | 2001 | 2011 | 2021 |
| -------------- | ---- | ---- | ---- | ---- | ---- | ---- | ---- | ---- | ---- | ---- | ---- | ---- | ---- | ---- | ---- |
| Počet obyvatel | 486  | 569  | 514  | 533  | 455  | 478  | 453  | 405  | 395  | 336  | 309  | 314  | 292  | 283  | 326  |
| Počet domů     | 68   | 77   | 74   | 82   | 77   | 82   | 87   | 92   | 91   | 89   | 87   | 103  | 109  | 119  | 123  |

Vývoj počtu obyvatel obce Olší
| Rok            | 1869 | 1880 | 1890 | 1900 | 1910 | 1921 | 1930 | 1950 | 1961 | 1970 | 1980 | 1991 | 2001 | 2011 | 2021 |
| -------------- | ---- | ---- | ---- | ---- | ---- | ---- | ---- | ---- | ---- | ---- | ---- | ---- | ---- | ---- | ---- |
| Počet obyvatel | 146  | 210  | 189  | 216  | 175  | 185  | 200  | 172  | 171  | 142  | 145  | 145  | 154  | 162  | 176  |
| Počet domů     | 22   | 28   | 28   | 31   | 30   | 36   | 38   | 40   | 38   | 36   | 37   | 44   | 46   | 54   | 62   |

Vývoj počtu obyvatel části obce Olší

## Pamětihodnosti
- Kostel svatého Jiří
- Barokní zájezdní hostinec čp. 26 v Litavě
- Kaple v Klokočí

## Galerie

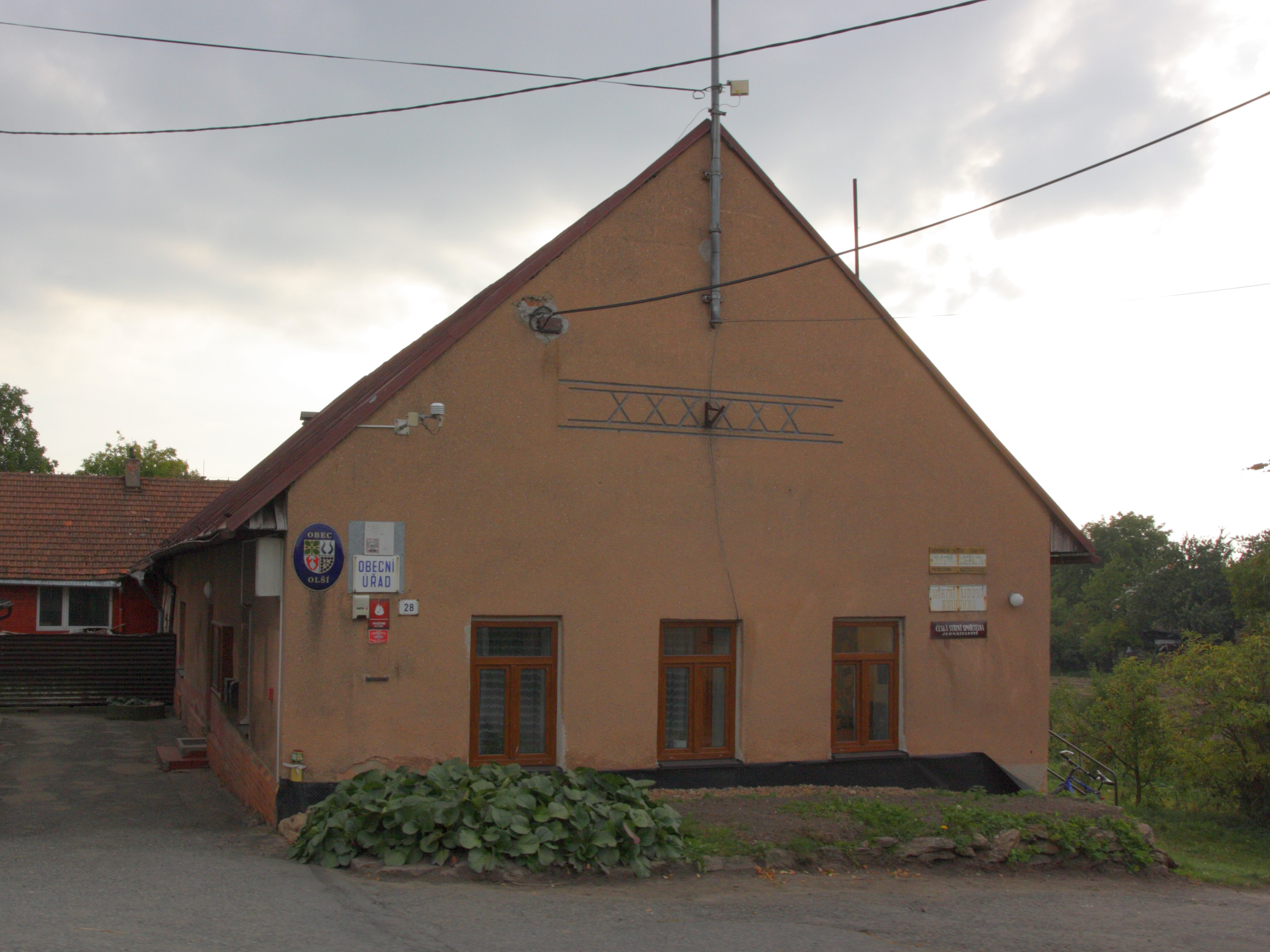
Obecní úřad
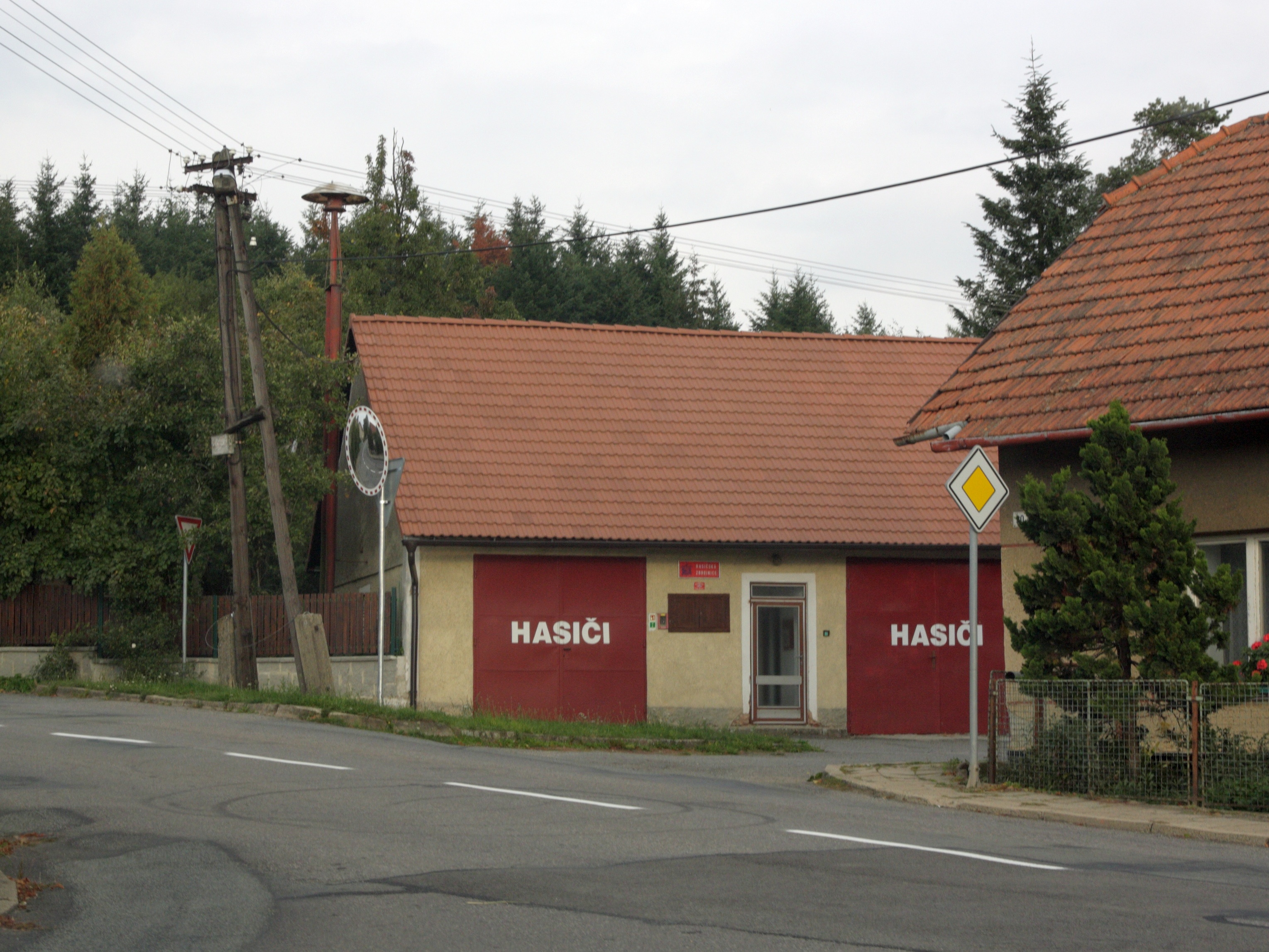
Hasičská zbrojnice
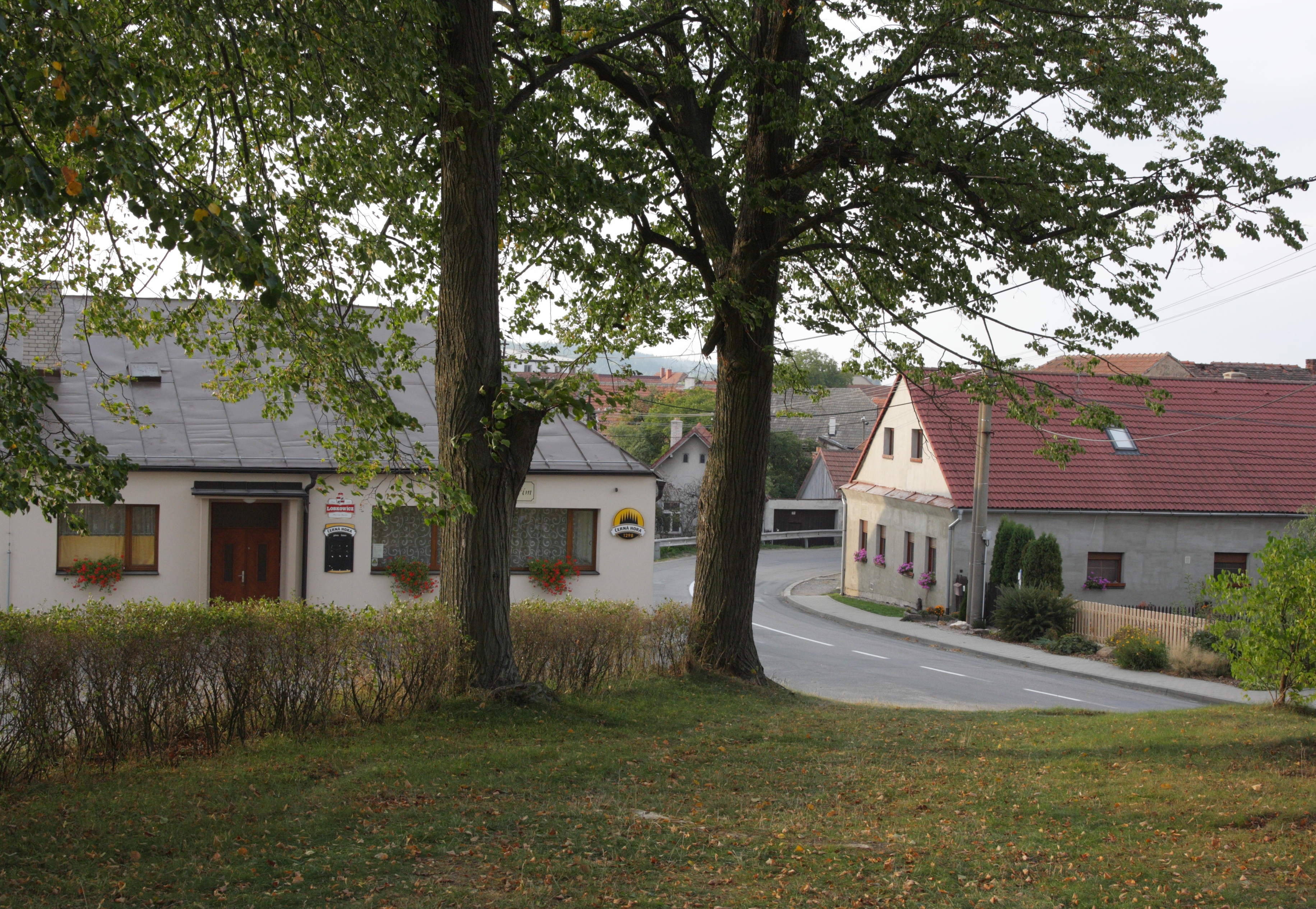
Pohled od kostela